# Хирон, Джей
Джеймс Томас Хиронимус (англ. James Thomas Hieronymus; род. 29 июля 1976, Фрипорт, Нью-Йорк) — американский боец смешанного стиля, представитель полусредней весовой категории. Выступал на профессиональном уровне в период 2003—2014 годов, известен по участию в турнирах бойцовских организаций UFC, Bellator, Strikeforce, Affliction, IFL. Владел титулом чемпиона IFL в полусреднем весе, был претендентом на титул чемпиона Bellator.

## Биография
Джей Хирон родился 29 июля 1976 года во Фрипорте, Нью-Йорк. Воспитывался приёмными родителями, которые усыновили его в возрасте восьми лет.
Во время учёбы в местной старшей школе Freeport High School серьёзно занимался борьбой, дважды доходил до финала на чемпионате штата. Продолжил борцовскую карьеру в Nassau Community College, в составе борцовской команды колледжа выигрывал национальное первенство среди студентов первого курса, дважды получал статус всеамериканского спортсмена (1996, 1997). Позже поступил в Университет Хофстра, здесь был уличён в курении марихуаны, и из-за этого лишился возможности бороться.
Когда его выгнали из борцовской команды университета, Хирон стал подрабатывать продажей наркотиков и за это в конечном счёте был привлечён к ответственности. Занимался боксом, чтобы вымещать накапливавшуюся агрессию на мешках. Осознав, что единоборства могут быть хорошим средством против стресса, по наставлению своих друзей из ММА решил стать профессиональным бойцом, совместив свои борцовские навыки с техникой бокса.

### Начало профессиональной карьеры
Дебютировал в смешанных единоборствах на профессиональном уровне в июле 2003 года, выиграл у своего соперника техническим нокаутом в первом же раунде. Первое время дрался в небольших промоушенах, таких как Reality Fighting, Ring of Combat, MMA Eruption — их всех поединков неизменно выходил победителем.

### Ultimate Fighting Championship
Имея в послужном списке четыре победы без единого поражения, Хирон привлёк к себе внимание крупнейшей американской бойцовской организации Ultimate Fighting Championship и в июне 2004 года вышел в октагон против канадца Жоржа Сен-Пьера, будущего многократного чемпиона. Сен-Пьер выиграл этот бой техническим нокаутом в первом раунде.
В октябре 2005 года Хирон провёл в UFC ещё один бой, на сей раз техническим нокаутом уступил другому представителю Канады Жонатану Гуле.

### International Fight League
В период 2006—2008 годов выступал в промоушене International Fight League, где в общей сложности провёл девять поединков, в том числе выиграл гран-при полусреднего веса, завоевал и защитил титул чемпиона.

### Affliction Entertainment
В 2009 году подписал контракт с новой крупной организацией Affliction Entertainment и выступил на втором её турнире, отправив в нокаут соотечественника Джейсона Хая. Однако вскоре организация прекратила свою деятельность из-за финансовых трудностей, и это выступление оказалось единственным.

### Strikeforce
В 2009 и 2010 годах Джей Хирон дважды принял участие в турнирах Strikeforce, выиграв по очкам у Джесси Тейлора и Джо Риггса.

### Bellator Fighting Championships
Не сумев договориться с руководством Strikeforce насчёт продления контракта, в 2011 году Хирон перешёл в другую крупную организацию Bellator Fighting Championships, где сразу же стал участником гран-при четвёртого сезона в полусреднем весе. На стадиях четвертьфиналов и полуфиналов благополучно прошёл Энтони Лапсли и Брента Уидмана, тогда как в решающем финальном поединке взял верх над Риком Хоуном.
Будучи победителем гран-при, удостоился права оспорить титул чемпиона Bellator, который на тот момент принадлежал Бену Аскрену. Чемпионский бой между ними состоялся в октябре 2011 года и продлился все отведённые пять раундов, в итоге судьи раздельным решением отдали победу Аскрену — таким образом прервалась победная серия Хирона из десяти боёв.

### Возвращение в UFC
В 2012 году Хирон вернулся в UFC, отметился здесь поединками против Джейка Элленбергера и Тайрона Вудли — обоим проиграл, после чего был уволен из организации.
7 марта 2014 года объявил о завершении карьеры профессионального бойца ММА.

## Статистика в профессиональном ММА
| Боёв 30  | Побед 23 | Поражений 7 |
| -------- | -------- | ----------- |
| Нокаутом | 6        | 4           |
| Сдачей   | 7        | 0           |
| Решением | 10       | 3           |

| Результат | Рекорд | Соперник          | Способ                              | Турнир                             | Дата            | Раунд | Время | Место              | Примечание                                               |
| --------- | ------ | ----------------- | ----------------------------------- | ---------------------------------- | --------------- | ----- | ----- | ------------------ | -------------------------------------------------------- |
| Поражение | 23-7   | Тайрон Вудли      | KO (удары руками)                   | UFC 156                            | 2 февраля 2013  | 1     | 0:36  | Лас-Вегас, США     |                                                          |
| Поражение | 23-6   | Джейк Элленбергер | Единогласное решение                | UFC on FX: Browne vs. Bigfoot      | 5 октября 2012  | 3     | 5:00  | Миннеаполис, США   |                                                          |
| Победа    | 23-5   | Ромариу да Силва  | Техническая сдача (удушение д’арси) | Legacy Fighting Championship 12    | 13 июля 2012    | 2     | 2:04  | Хьюстон, США       |                                                          |
| Поражение | 22-5   | Бен Аскрен        | Раздельное решение                  | Bellator 56                        | 29 октября 2011 | 5     | 5:00  | Канзас-Сити, США   | Бой за титул чемпиона Bellator в полусреднем весе.       |
| Победа    | 22-4   | Рик Хоун          | Раздельное решение                  | Bellator 43                        | 7 мая 2011      | 3     | 5:00  | Ньюкёрк, США       | Финал 4 сезона Bellator в полусреднем весе.              |
| Победа    | 21-4   | Брент Уидман      | Единогласное решение                | Bellator 40                        | 9 апреля 2011   | 3     | 5:00  | Ньюкёрк, США       | Полуфинал 4 сезона Bellator в полусреднем весе.          |
| Победа    | 20-4   | Энтони Лапсли     | Техническая сдача (удушение сзади)  | Bellator 35                        | 5 марта 2011    | 1     | 3:39  | Лемор, США         | Четвертьфинал 4 сезона Bellator в полусреднем весе.      |
| Победа    | 19-4   | Джо Риггс         | Единогласное решение                | Strikeforce: Miami                 | 30 января 2010  | 3     | 5:00  | Санрайз, США       |                                                          |
| Победа    | 18-4   | Джесси Тейлор     | Единогласное решение                | Strikeforce: Carano vs. Cyborg     | 15 августа 2009 | 3     | 5:00  | Сан-Хосе, США      |                                                          |
| Победа    | 17-4   | Джейсон Хай       | KO (удар рукой)                     | Affliction: Day of Reckoning       | 24 января 2009  | 1     | 1:04  | Анахайм, США       |                                                          |
| Победа    | 16-4   | Крис Кеннеди      | Единогласное решение                | SuperFights MMA: Night of Combat 2 | 11 октября 2008 | 3     | 5:00  | Лас-Вегас, США     |                                                          |
| Победа    | 15-4   | Марк Миллер       | TKO (удары руками)                  | IFL: New Jersey                    | 4 апреля 2008   | 1     | 2:10  | Ист-Ратерфорд, США | Защитил титул чемпиона IFL в полусреднем весе.           |
| Победа    | 14-4   | Делсон Элену      | TKO (травма ноги)                   | IFL World Grand Prix Finals        | 29 декабря 2007 | 1     | 4:00  | Анкасвилл, США     | Выиграл введённый титул чемпиона IFL в полусреднем весе. |
| Победа    | 13-4   | Донни Лайлз       | Единогласное решение                | IFL: World Grand Prix Semifinals   | 3 ноября 2007   | 3     | 4:00  | Чикаго, США        | Полуфинал гран-при IFL 2007 в полусреднем весе.          |
| Поражение | 12-4   | Брэд Блэкберн     | KO (удары руками)                   | IFL: Everett                       | 1 июня 2007     | 1     | 0:40  | Эверетт, США       |                                                          |
| Победа    | 12-3   | Донни Лайлз       | Сдача (гильотина)                   | IFL: Los Angeles                   | 17 марта 2007   | 1     | 2:49  | Лос-Анджелес, США  |                                                          |
| Победа    | 11-3   | Виктор Морено     | Сдача (удушение сзади)              | IFL: Houston                       | 2 февраля 2007  | 1     | 1:55  | Хьюстон, США       |                                                          |
| Поражение | 10-3   | Крис Уилсон       | Единогласное решение                | IFL: World Championship Semifinals | 2 ноября 2006   | 3     | 4:00  | Портленд, США      |                                                          |
| Победа    | 10-2   | Амос Сотело       | Сдача (гильотина)                   | IFL: Portland                      | 9 сентября 2006 | 1     | 0:26  | Портленд, США      |                                                          |
| Победа    | 9-2    | Джейк Элленбергер | Единогласное решение                | IFL: Championship 2006             | 3 июня 2006     | 3     | 4:00  | Атлантик-Сити, США |                                                          |
| Победа    | 8-2    | Стив Шнайдер      | TKO (удары руками)                  | Titan FC 1                         | 11 марта 2006   | 1     | 0:55  | Канзас-Сити, США   |                                                          |
| Поражение | 7-2    | Жонатан Гуле      | TKO (остановлен врачом)             | UFC Fight Night 2                  | 3 октября 2005  | 3     | 1:05  | Лас-Вегас, США     |                                                          |
| Победа    | 7-1    | Пэт Хили          | Единогласное решение                | IFC: Rock N' Rumble                | 30 июля 2005    | 3     | 5:00  | Рино, США          |                                                          |
| Победа    | 6-1    | Ричард Брасс      | Единогласное решение                | WEC 15: Judgment Day               | 19 мая 2005     | 3     | 5:00  | Лемор, США         |                                                          |
| Победа    | 5-1    | Рональд Джун      | TKO (остановлен врачом)             | Lockdown in Paradise 1             | 19 марта 2005   | 1     | 4:34  | Гавайи, США        |                                                          |
| Поражение | 4-1    | Жорж Сен-Пьер     | TKO (удары руками)                  | UFC 48                             | 19 июня 2004    | 1     | 1:42  | Лас-Вегас, США     |                                                          |
| Победа    | 4-0    | Фабио Холанда     | Единогласное решение                | MMA: Eruption                      | 30 апреля 2004  | 3     | 5:00  | Лоуэлл, США        |                                                          |
| Победа    | 3-0    | Фернандо Муньос   | Сдача (удары руками)                | Ring of Combat 6                   | 24 апреля 2004  | 1     | 0:33  | Элизабет, США      |                                                          |
| Победа    | 2-0    | Джермейн Джонсон  | Сдача (удушение сзади)              | Ring of Combat 5                   | 14 декабря 2003 | 1     | 1:02  | Элизабет, США      |                                                          |
| Победа    | 1-0    | Кит Плейт         | TKO (удары руками)                  | Reality Fighting 4                 | 19 июля 2003    | 1     | 1:28  | Бейонн, США        |                                                          |